# Heidi Robbiani
Adelheid Robbiani –conocida como Heidi Robbiani– (27 de octubre de 1950) es una jinete suiza que compitió en la modalidad de salto ecuestre.
Participó en los Juegos Olímpicos de Los Ángeles 1984, obteniendo una medalla de bronce en la prueba individual. Ganó tres medallas en el Campeonato Europeo de Saltos Ecuestres, en los años 1983 y 1985.

## Palmarés internacional
| Juegos Olímpicos   | Juegos Olímpicos             | Juegos Olímpicos  | Juegos Olímpicos |
| Año                | Lugar                        | Medalla           | Categoría        |
| ------------------ | ---------------------------- | ----------------- | ---------------- |
| 1984               | Los Ángeles (Estados Unidos) | Medalla de bronce | Individual       |
| Campeonato Europeo |                              |                   |                  |
| Año                | Lugar                        | Medalla           | Categoría        |
| 1983               | Hickstead (Reino Unido)      | Medalla de oro    | Por equipos      |
| 1985               | Dinard (Francia)             | Medalla de plata  | Individual       |
| 1985               | Dinard (Francia)             | Medalla de plata  | Por equipos      |